# Der Blusenkönig
Der Blusenkönig ist ein deutscher Stummfilm in drei Akten von Ernst Lubitsch aus dem Jahr 1917. Er zählt zu den fragmentarisch erhaltenen Filmen des Regisseurs.

## Inhalt
Sally Katz ist Kommis einer Modewarenabteilung. Wegen frechen Verhaltens entlassen, findet er über eine Annonce beim Blusenhändler Lippmann eine neue Anstellung. In der Folge erzielt er mit Witz und Chuzpe Rekordumsätze und hängt die Konkurrenz ab. Sally steigt zum Teilhaber der Firma auf. Die garstige Tochter des Chefs macht ihm Avancen. Glück im Unglück ist, dass Lippmann Sally bittet, kein Verhältnis mit seiner Tochter zu beginnen. Stattdessen bietet er ihm den Chefsessel an und Sally willigt ein, hat er sich doch sowieso längst heimlich in die Konfektioneuse verliebt.

## Produktion
Die Dreharbeiten fanden von April bis Mai 1917 in den Ufa-Union-Ateliers Berlin-Tempelhof statt. Die Kulissen wurden von Paul Leni geschaffen. Der Film hatte am 2. November 1917 im U.T. Kurfürstendamm in Berlin Premiere.
Das erhaltene Fragment des Films zeigt rund einen Drittel des Gesamtwerkes.
Der Blusenkönig gehörte zu einer Reihe von Filmen, in der die von Lubitsch dargestellte Figur des Sally auftritt. Oft kam diese Figur zum Beispiel als kleiner Lehrling aus einer Klein- in eine Großstadt und stieg in der Folge gesellschaftlich auf. Beispiele dafür sind 1916
Schuhpalast Pinkus mit Lubitsch als Sally Pinkus und 1916 Der G.m.b.H.-Tenor mit Lubitsch als Sally. Weitere Figuren mit dem Namen Sally, die von Lubitsch dargestellt werden, finden sich 1918 in Der Rodelkavalier (Sally Pinner), Der Fall Rosentopf (Sally) sowie Meyer aus Berlin (Sally Meyer).

## Kritik
Die zeitgenössische Kritik lobte die Situationskomik des Films und den Humor „in den Zwischentiteln, der ganz in dem Ton der Konfektion gehalten ist und herzlich belacht wird“.